# Umberto Terracini
Umberto Elia Terracini (* 27. Juli 1895 in Genua; † 6. Dezember 1983 in Rom) war ein italienischer Jurist, Politiker, Mitglied der Kommunistischen Partei Italiens, Parlamentarier und Präsident der Verfassungsgebenden Versammlung der Italienischen Republik.

## Leben
Umberto Terracini entstammte einer jüdischen Familie aus dem Piemont, die in Genua einen Textilhandelsbetrieb aufgebaut hatte. Nach dem frühen Tod des Vaters zog Umberto Terracini mit seiner Mutter und den beiden Geschwistern nach Turin. 1911 trat er der Jugendorganisation der Sozialisten bei. 1913 begann er ein Jurastudium, in dessen Verlauf er unter anderem die späteren kommunistischen Parteiführer Palmiro Togliatti und Antonio Gramsci kennenlernte. Mit ihnen trat er gegen den Eintritt Italiens in den Ersten Weltkrieg ein und wurde deswegen kurz inhaftiert. Ab 1917 musste er Kriegsdienst leisten, weswegen er sein Studium erst 1919 abschloss. Danach arbeitete er als Journalist und organisierte Demonstrationen. 1921 unterstützte er die Abspaltung der Kommunisten von den Sozialisten. In den folgenden Jahren war er mehrmals in Moskau, unter anderem als Teilnehmer am III. Kongress der Kommunistischen Internationale. Ab 1924 wurde er mehrmals inhaftiert, unter anderem wegen staatsfeindlicher Agitation und weil er als führendes Mitglied der mittlerweile verbotenen Kommunistischen Partei galt. Im Juni 1928 wurde er von einem Sondergericht zu knapp 23 Jahren Haft verurteilt.
Im August 1943 konnte Terracini in die Schweiz fliehen. Wenig später kehrte er nach Italien zurück und schloss sich der Resistenza an. Im September 1945 wurde er Mitglied des nationalen Beratungsorganes Consulta Nazionale und im Juni 1946 der Verfassungsgebenden Versammlung. Bis zum 8. Februar 1947 war er Vizepräsident der Versammlung, bis zum 31. Januar 1948 ihr Präsident. Ende Dezember 1947 unterzeichnete er im Palazzo Giustiniani in Rom zusammen mit dem vorläufigen Staatsoberhaupt Enrico De Nicola und mit Ministerpräsident Alcide De Gasperi die Verfassung der Italienischen Republik. 1948 wurde Terracini auf der Grundlage einer Übergangsbestimmung der Verfassung zum Senator ernannt (Mitglieder der Verfassungsgebenden Versammlung, die von faschistischen Staatssicherheitsgerichten zu mindestens fünf Jahren Haft verurteilt worden waren). Er blieb bis zu seinem Tode Mitglied des Senats, in dem er unter anderem Fraktionsvorsitzender der Kommunisten war. Terracini war dafür bekannt, die politische Linie seiner Partei bei Bedarf offen und entschieden zu kritisieren.